# Alcarràs – Die letzte Ernte
Alcarràs – Die letzte Ernte (Originaltitel: Alcarràs) ist ein spanischer Spielfilm von Carla Simón aus dem Jahr 2022. Das Drama stellt eine katalanische Familie in den Mittelpunkt, die mit dem Verlust ihrer gepachteten Pfirsichplantage konfrontiert wird, die einem neuen Solarpark weichen soll.
Die Uraufführung des Films fand im Februar 2022 im Rahmen der 72. Internationalen Filmfestspiele Berlin statt, wo das Werk den Hauptpreis gewann. Ein regulärer Kinostart in Deutschland erfolgte ab 11. August 2022.

## Handlung
Die Familie Solé lebt auf dem Lande im Westen Kataloniens. Sie betreibt eine Pfirsichplantage, die sich um das isoliert stehende Haus erstreckt. Das Land wird zwar von der Familie seit Jahrzehnten bewirtschaftet, ist aber nicht ihr Eigentum. Vielmehr wurde es ihr durch einen formlosen Akt vom Großgrundbesitzer Pinyol übertragen, der vom Urgroßvater Solé vor der Verfolgung während des spanischen Bürgerkriegs versteckt und dadurch gerettet worden war.
Geschildert wird das Leben der Großfamilie – Großvater Rogelio, Großmutter, ihr Sohn Quimet, ihre Töchter Gloria und Natividad sowie zahlreiche Enkelkinder. Es erscheint großenteils als ländliche Idylle, die jedoch überschattet wird durch das Wissen, dass das Land nach der Ernte dieses Sommers geräumt werden muss, um Platz für eine große Solaranlage zu machen, die ein Sohn der Familie Pinyol anlegen will. Zudem trübt der wachsende Konflikt zwischen den Mitgliedern der Familie das unbeschwerte Landleben: während Quimet die Solaranlage strikt ablehnt und stur darauf beharrt, dass alles bleiben soll, wie es ist, stehen seine Frau Dolores und seine Schwestern den Veränderungen aufgeschlossen gegenüber. Quimet scheint sich dabei bewusst zu sein, dass der Pfirsichanbau ihm und seiner Familie keine Lebensgrundlage mehr bietet; zum einen leidet er an körperlichen Beschwerden, zum anderen nimmt er an einer Demonstration örtlicher Obstbauern gegen die niedrigen Erzeugerpreise teil.
Die Situation eskaliert, nachdem Quimet eine Schlägerei mit den Arbeitern anzettelt, die mit dem Bau der Solaranlage nahe seiner Plantage begonnen haben. Sein oft mürrisches und schroffes Verhalten gegenüber seinen Kindern und seinen Schwestern hat die Harmonie schon länger getrübt. Als Quimet einige Cannabispflanzen entdeckt, die sein Sohn Roger heimlich in einem Maisfeld angelegt hat, zerstört er diese. Aus Rache öffnet Roger einen Bewässerungskanal und setzt einen Teil der Obstbäume mutwillig unter Wasser. Am Ende des Sommers, als die Solés die Ernte eingeholt haben, werden sie Zeugen, wie ein Bagger anfängt, die Pfirsichplantage zu roden.

## Hintergrund

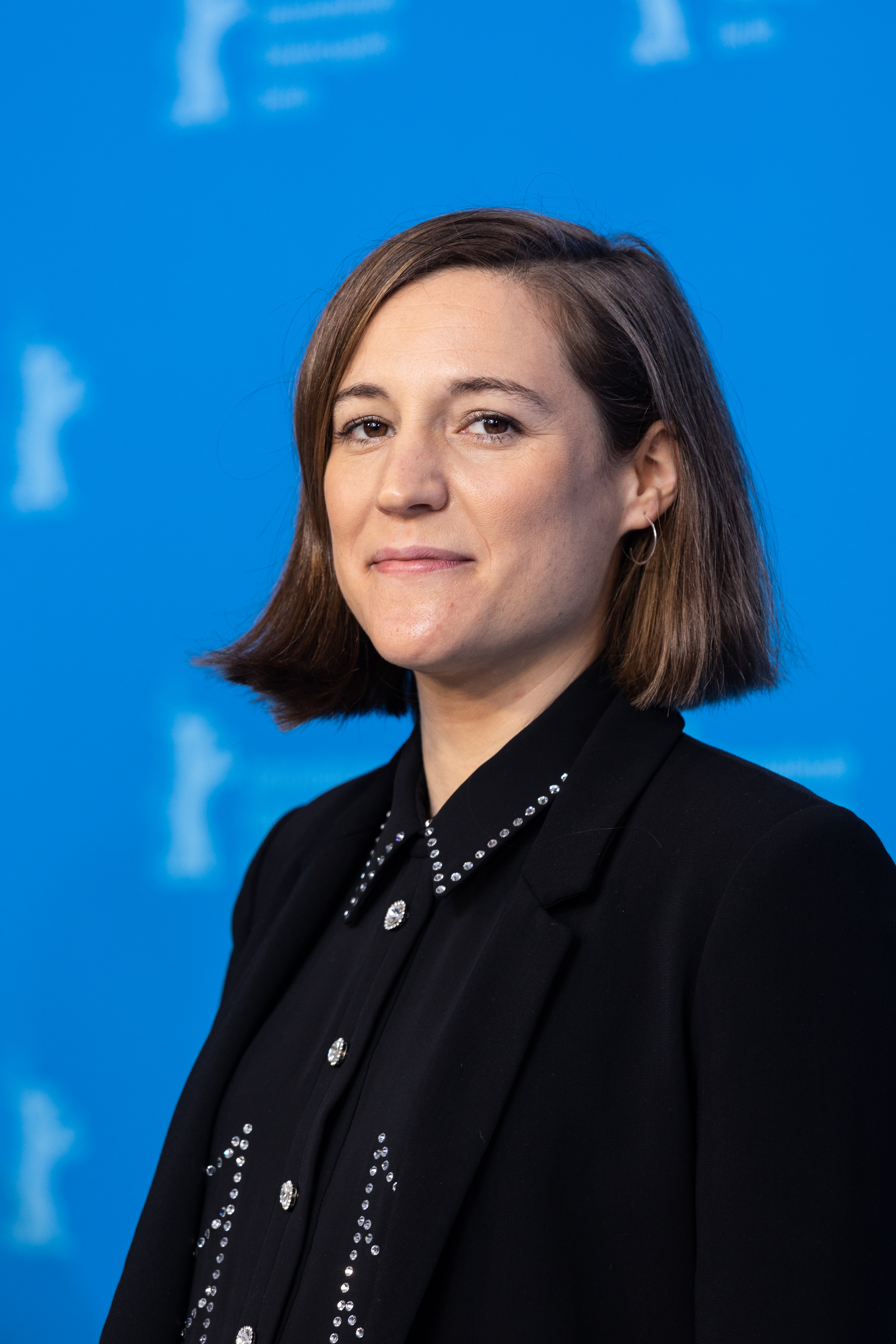
Carla Simón bei der Vorstellung ihres Films auf der Berlinale 2022

Für Regisseurin und Drehbuchautorin Carla Simón ist Alcarràs – Die letzte Ernte der zweite realisierte Spielfilm. Inspiriert wurde sie dabei von ihrer eigenen Großfamilie – ihr Großvater betrieb eine Pfirsichplantage in der titelgebenden Stadt, auf der sie die Weihnachts- und Sommerferien verbrachte. Nach seinem Tod wurde der landwirtschaftliche Betrieb von ihren Onkeln übernommen. Die Trauer um ihren Großvater habe Simón dazu gebracht, das Erbe ihrer Familie und ihr Engagement für die Landwirtschaft zu schätzen und den Ort in einem Film zu porträtieren.
Da Simón naturalistische Schauspielleistungen schätzt, legte sie Wert darauf, das Ensemble aus tatsächlichen Arbeitern aus der Landwirtschaft in der Region von Alcarràs zusammenzustellen. Auch wollte sie die katalanische Sprache einfangen und es gab nur wenige Schauspieler aus dieser Region. Vor der COVID-19-Pandemie ließ Simón auf jedem Dorffest nach passenden Laiendarstellern suchen. Eigenen Angaben zufolge lud sie über 7000 Personen zum Vorsprechen ein. Die Hoffnung, tatsächliche Familienmitglieder für den Film zu casten, erfüllte sich nicht. Jedes Mitglied der Solé-Familie stammt aus einem anderen Dorf. Für die Vorbereitung auf die Dreharbeiten verbrachten die Laiendarsteller viel Zeit miteinander, um zu improvisieren und ihre Beziehungen zueinander aufzubauen. Laut Simón entstanden so starke Bindungen unter den Laiendarstellern, dass sie sich auch nach Beendigung der Dreharbeiten beim Rollennamen nannten.

## Veröffentlichung und Rezeption
Die Premiere von Alcarràs – Die letzte Ernte fand am 15. Februar 2022 bei der Berlinale statt.
Die deutschsprachige Fachpresse lobte den Film einmütig:
Claudius Seidl (Frankfurter Allgemeine Zeitung) nannte Alcarràs – Die letzte Ernte einen traurigen Film. Das Leben der katalanischen Familie auf dem Land sei „von Nähe, ja von Enge bestimmt“ und erscheine „so unerreichbar schön und menschlich“.
Nach Sonja Zekri (Süddeutsche Zeitung) erzähle die Regisseurin „ihr Generationentableau fast als eine Art Kammerspiel in der wilden, freien Landschaft Kataloniens“. „Mit Bildern, die zwischen der rauen Weite des Landes und der Enge dieses sommerlichen Familienlebens wechseln, lässt Carla Simón eine bedrohte Idylle entstehen: die zum Untergang verdammte Utopie einer intakten Beziehung zwischen Mensch und Erde.“ Es seien laut Zekri „die Frauen, die alles vorantreiben, sich längst mit dem Wandel arrangiert haben und darauf warten, dass die Männer endlich klarkommen.“
Ein regulärer Kinostart in Deutschland erfolgte ab 11. August 2022 im Verleih von Pfiffl Medien.

## Auszeichnungen
Carla Simóns Film gewann seit Februar 2022 vier Auszeichnungen und wurde für fast zwei Dutzend weitere nominiert.
| Filmpreis/-festival (Auswahl)                 | Kategorie                              | Resultat  | Preisträger/ Nominierte                                                    |
| --------------------------------------------- | -------------------------------------- | --------- | -------------------------------------------------------------------------- |
| Internationale Filmfestspiele Berlin 2022     | Goldener Bär – Bester Film             | Gewonnen  | María Zamora, Stefan Schmitz, Sergi Moreno, Tono Folguera                  |
| Europäischer Filmpreis 2022                   | Bester Film                            | Nominiert | Carla Simón, María Zamora, Stefan Schmitz, Tono Folguera, Giovanni Pompili |
| Europäischer Filmpreis 2022                   | Bestes Drehbuch                        | Nominiert | Carla Simón, Arnau Vilaró                                                  |
| Europäischer Filmpreis 2022                   | European University Film Award         | Nominiert | Carla Simón                                                                |
| Goya 2023                                     | Bester Film                            | Nominiert | María Zamora, Sergi Moreno, Stefan Schmitz, Tono Folguera                  |
| Goya 2023                                     | Beste Regie                            | Nominiert | Carla Simón                                                                |
| Goya 2023                                     | Beste Nachwuchsdarstellerin            | Nominiert | Anna Otin                                                                  |
| Goya 2023                                     | Bester Nachwuchsdarsteller             | Nominiert | Albert Bosch                                                               |
| Goya 2023                                     | Bester Nachwuchsdarsteller             | Nominiert | Jordi Pujol Dolcet                                                         |
| Goya 2023                                     | Bestes Originaldrehbuch                | Nominiert | Carla Simón, Arnau Vilaró                                                  |
| Goya 2023                                     | Bestes Szenenbild                      | Nominiert | Mónica Bernuy                                                              |
| Goya 2023                                     | Beste Kamera                           | Nominiert | Daniela Cajías                                                             |
| Goya 2023                                     | Bester Schnitt                         | Nominiert | Ana Pfaff                                                                  |
| Goya 2023                                     | Beste Filmproduktionsleitung           | Nominiert | Ana Pfaff                                                                  |
| Goya 2023                                     | Bester Ton                             | Nominiert | Alejandro Castillo, Thomas Giorgi, Eva Valiño                              |
| Filmfestival von Haifa 2022                   | Golden Anchor Award – Bester Debütfilm | Nominiert | Carla Simón                                                                |
| Premios José María Forqué 2022                | Bester Film                            | Nominiert | Carla Simón                                                                |
| Filmfestival von San Sebastián 2022           | Greenpeace – Lurra Award               | Gewonnen  | Carla Simón                                                                |
| Filmfestival von São Paulo 2022               | Nachwuchsregisseure – Bester Film      | Nominiert | Carla Símon                                                                |
| Palm Springs International Film Festival 2023 | Bestes internationales Drehbuch        | Gewonnen  | Carla Simón, Arnau Vilaró                                                  |
| Filmfestival von Sydney 2022                  | Bester Film                            | Nominiert | Carla Símon                                                                |
| Filmfestival von Zagreb 2022                  | Bester Film                            | Nominiert | Carla Símon                                                                |